# Juan Rodolfo Laise
Juan Rodolfo Laise (Buenos Aires, 22 febbraio 1926 – San Giovanni Rotondo, 22 luglio 2019) è stato un vescovo cattolico argentino.

## Biografia
Juan Rodolfo Laise nacque a Buenos Aires il 22 febbraio 1926.

### Formazione e ministero sacerdotale
Entrato nell'Ordine dei frati minori cappuccini, il 13 marzo 1949 emise la professione solenne.
Il 4 settembre 1949 fu ordinato presbitero nella cappella del collegio "Euskal Echea" di Llavallol. Studiò diritto canonico presso la Pontificia Università Gregoriana a Roma e conseguì il dottorato di ricerca in diritto civile presso l'Università nazionale di Córdoba. Dal 1954 al 1960 fu professore di diritto e morale presso la Facoltà Teologica di Villa Elisa in Argentina. Nel 1969 venne eletto provinciale dei cappuccini dell'Argentina.

### Ministero episcopale
Il 5 aprile 1971 papa Paolo VI lo nominò vescovo coadiutore di San Luis e titolare di Giomnio. Ricevette l'ordinazione episcopale il 29 maggio successivo nella cappella del collegio "Euskal Echea" di Llavallol dall'arcivescovo coadiutore di Buenos Aires Juan Carlos Aramburu, co-consacranti l'arcivescovo metropolita di La Plata Antonio José Plaza e quello di Córdoba Raúl Francisco Primatesta. Il 6 luglio dello stesso anno succedette alla medesima sede.
Il 6 giugno 2001 papa Giovanni Paolo II accettò la sua rinuncia al governo pastorale della diocesi per raggiunti limiti di età.
Poco dopo si trasferì nel santuario di San Pio da Pietrelcina a San Giovanni Rotondo, dove prestò servizio come confessore di lingua spagnola e italiana fino a pochi mesi prima della morte.
Raggiunse una certa notorietà per avere pubblicato un libro in cui analizzava la pratica della somministrazione della comunione in mano e si dichiarava contrario a essa. L'opera fu tradotta in diverse lingue. Nel 2018, l'iniziativa tradizionalista Paix Liturgique pubblicò un'intervista al vescovo.
Morì nella sua stanza dell'infermeria provinciale dei frati minori cappuccini annessa al convento di San Giovanni Rotondo nel pomeriggio del 22 luglio 2019 per una malattia ematologica irreversibile. Le esequie si tennero il giorno successivo alle ore 16:30 nel santuario di Santa Maria delle Grazie a San Giovanni Rotondo e furono presiedute da monsignor Franco Moscone, arcivescovo di Manfredonia-Vieste-San Giovanni Rotondo.

## Opere
- Actualidad de la doctrina social de la Iglesia, 1980,  p. 316.
- 400 años de la Iglesia en San Luis, 1994,  p. 456.
- La Virgen María: vida, virtudes y privilegios/Para el mes de María: advocaciones y devociones marianas de acuerdo con el Nuevo catecismo de la Iglesia Católica, 1995,  p. 204.
- Catecismo de antropología y ética cristiana de acuerdo con el nuevo catecismo de la Iglesia Católica, 1995,  p. 110.
- Catecismo para el sacramento de la reconciliación: de acuerdo con el nuevo catecismo de la Iglesia Católica, 1995,  p. 102.
- Catecismo para la Iniciación Cristiana: Bautismo: de acuerdo con el nuevo catecismo de la Iglesia Católica, 1995.
- Catecismo para la confirmación: de acuerdo con el nuevo catecismo de la Iglesia Católica, 1997,  p. 132.
- Comunión en la mano. Documentos e historia, Morón, 1997,  p. 127.
  -  C. Mori (a cura di), Comunione sulla mano. Documenti e storia, Cantagalli, 2016,  p. 192.

## Genealogia episcopale
La genealogia episcopale è:
- Cardinale Scipione Rebiba
- Cardinale Giulio Antonio Santori
- Cardinale Girolamo Bernerio, O.P.
- Arcivescovo Galeazzo Sanvitale
- Cardinale Ludovico Ludovisi
- Cardinale Luigi Caetani
- Cardinale Ulderico Carpegna
- Cardinale Paluzzo Paluzzi Altieri degli Albertoni
- Papa Benedetto XIII
- Papa Benedetto XIV
- Papa Clemente XIII
- Cardinale Bernardino Giraud
- Cardinale Alessandro Mattei
- Cardinale Pietro Francesco Galleffi
- Cardinale Giacomo Filippo Fransoni
- Cardinale Carlo Sacconi
- Cardinale Edward Henry Howard
- Cardinale Mariano Rampolla del Tindaro
- Cardinale Antonio Vico
- Arcivescovo Filippo Cortesi
- Arcivescovo Fermín Emilio Lafitte
- Cardinale Juan Carlos Aramburu
- Cardinale Luis Héctor Villalba
- Vescovo Juan Rodolfo Laise, O.F.M.Cap.